# Quim Barreiros

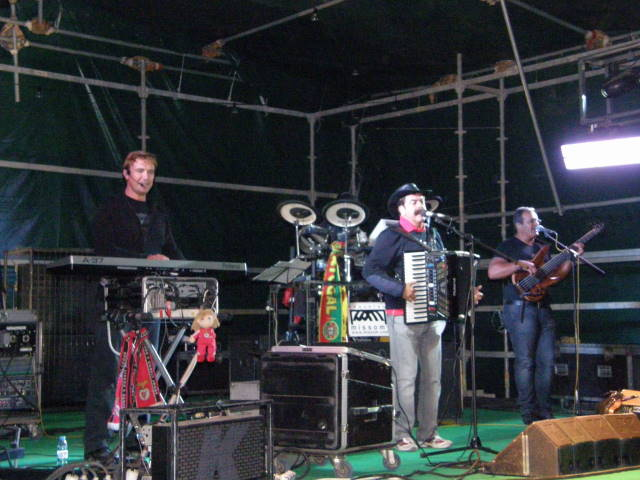
Quim Barreiros 2008 mit seinem Akkordeon

Joaquim de Magalhães Fernandes Barreiros (* 19. Juni 1947 in Vila Praia de Âncora, im Bezirk Caminha), bekannt als Quim Barreiros, ist ein portugiesischer Sänger und Akkordeonspieler. Seine Musik basiert auf volkstümlicher Musik, besonders seiner Heimatregion Minho. Seine Lieder sind oft umgedichtete Volkslieder Portugals oder adaptierte Stücke des brasilianischen Forrós. Seine Musik ist überwiegend dem Genre der música pimba zuzuordnen, der portugiesischen Entsprechung des Schlagers mit doppeldeutigen und dadurch anzüglichen Texten. Typisch dafür sind seine wohl berühmtesten Lieder A Garagem da Vizinha (dt.: Die Garage der Nachbarin) und A Cabritinha (dt.: Das Zieglein). Er ist in Portugal sehr bekannt geworden, und viele seiner CDs sind bis in die Charts gekommen.

## Diskografie

### Alben
| Jahr | Titel                  | Höchstplatzierung, Gesamtwochen, AuszeichnungChartsChartplatzierungen (Jahr, Titel, Platzierungen, Wochen, Auszeichnungen, Anmerkungen) | Anmerkungen |
| Jahr | Titel                  | PT | Anmerkungen |
| ---- | ---------------------- | --- | ----------- |
| 2004 | A cabritinha           | PT19 Gold · (6 Wo.)PT |             |
| 2007 | Use álcool             | PT7 ×2Doppelplatin · (11 Wo.)PT |             |
| 2008 | Fui acudir             | PT15 Platin · (16 Wo.)PT |             |
| 2009 | O peixe                | PT20 Platin · (6 Wo.)PT |             |
| 2010 | Deixai-me chutar       | PT17 Gold · (11 Wo.)PT |             |
| 2011 | O brioche da Sofia     | PT22 (5 Wo.)PT |             |
| 2013 | Mole não entra         | PT24 (1 Wo.)PT |             |
| 2014 | Caça asneiras          | PT21 (2 Wo.)PT |             |
| 2015 | O pau caiu na panela   | PT14 (4 Wo.)PT |             |
| 2016 | Eu faço 69             | PT15 (6 Wo.)PT |             |
| 2019 | Amélia costureira      | PT12 (15 Wo.)PT |             |
| 2020 | Será porca ou parafuso | PT40 (2 Wo.)PT |             |

Weitere Alben
- 1986: Bacalhau à Portuguesa
- 1986: Riacho da Pedreira
- 1991: CD D’Ouro
- 1992: O Sorveteiro (Chupa Teresa)
- 1992: Original (O Franguito da Maria)
- 1993: Insónia
- 1993: Deixa Botar Só a Cabeça (Acredita em Mim)
- 1994: Meu Dinossauro
- 1994: Mestre de Culinária
- 1994: Os 60 Maiores Êxitos
- 1995: Nunca Gastes Tudo
- 1996: Minha Vaca Louca/Melhor Dia Para Casar
- 1997: 15 Grandes Sucessos
- 1998: Marcha da Expo’98 (A Ultima do Milénio)
- 1998: Na Internet
- 1998: O Melhor dos Melhores
- 1999: Marcha do 3º Milénio
- 2000: A Garagem da Vizinha
- 2001: Comer, Comer
- 2002: Depois da Uma
- 2002: Cantares ao Desafio
- 2003: O Melhor de Quim Barreiros (PT: Gold)[8]
- 2003: Na Tua Casa Tá Entrando Outro Macho
- 2005: Riacho da Pedreira
- 2005: O Ténis
- 2006: A Padaria

### Videoalben
- 2006: Quim Barreiros ao Vivo